# A9 (míssil)

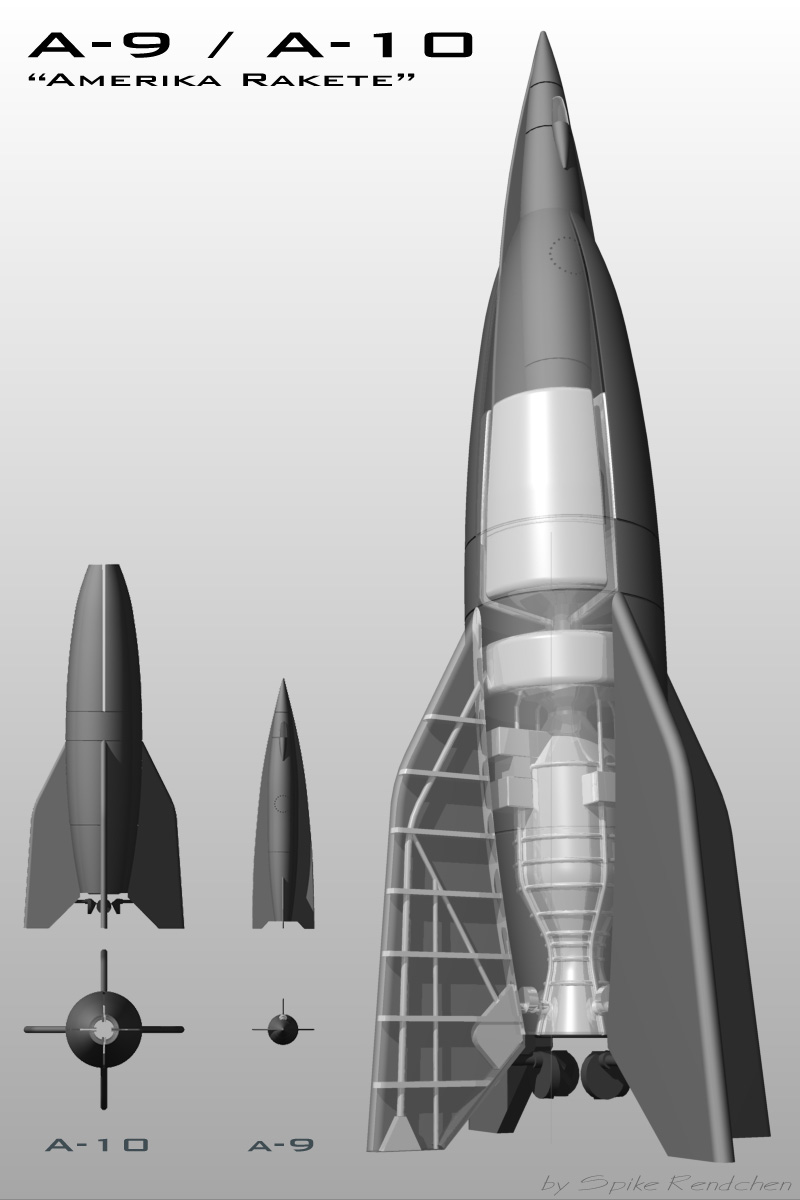
Foguetes A9 e A10.

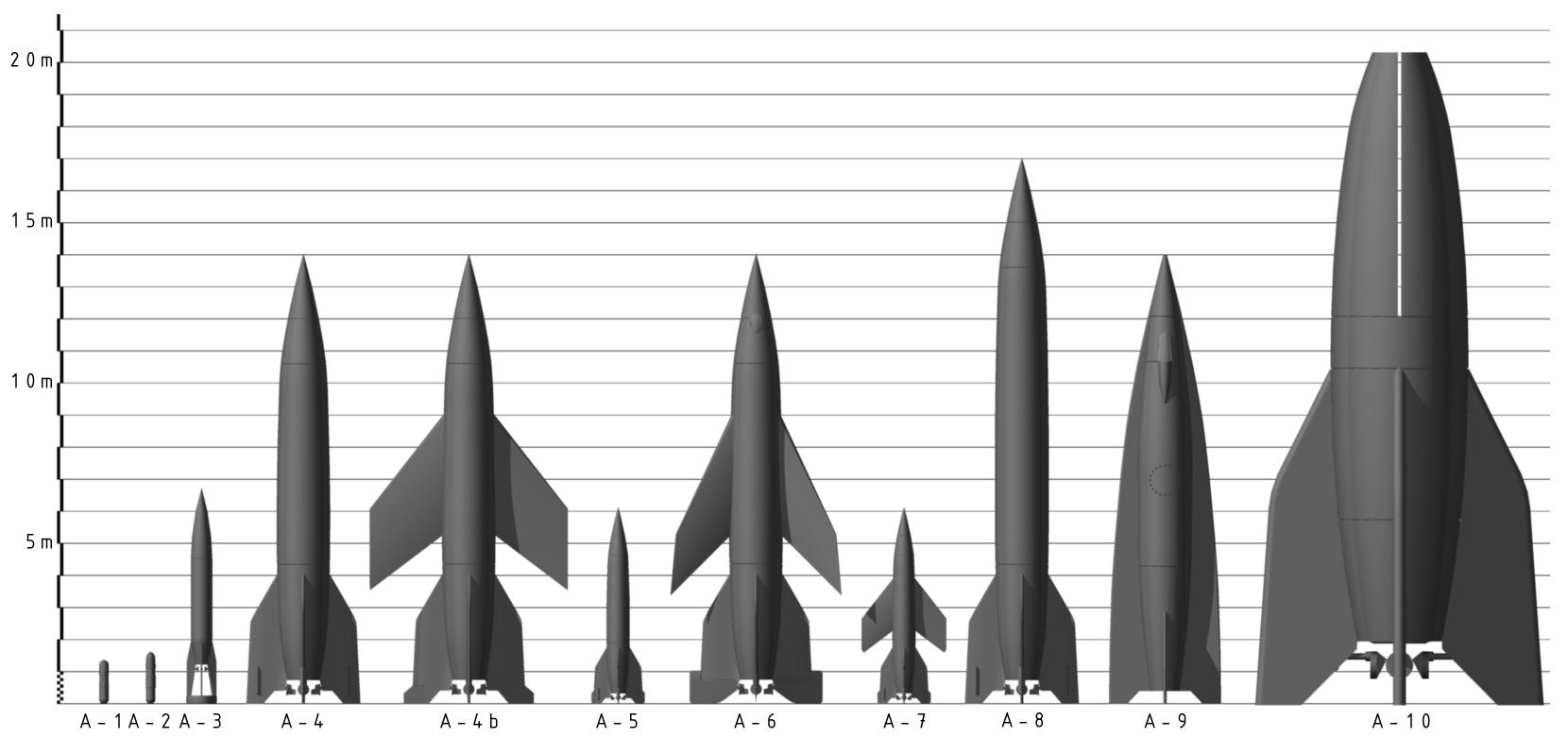
Família dos foguetes A.

Agregado-9, em alemão: Aggregat-9, literalmente Agregado-9, ou simplesmente Montagem-9, foi a designação de um projeto da série Aggregat, baseado nos estudos aerodinâmicos do A4b, mas este deveria incluir uma cabine pressurizada para abrigar um piloto,  que levasse o míssil até ao alvo, e que também o trouxesse de volta. 
A decolagem seria feita verticalmente por um foguete de combustível líquido (A-Stoff, B-Stoff e C-Stoff). Uma versão para voos intercontinentais usaria o A10 como primeiro estágio.  Um motor a reação seria ativado no regresso e um trem de pouso seria empregado para uma aterrissagem convencional.

## Parâmetros do A9 planejado
- Comprimento: 14,18 m
- Diâmetro máximo: 1,65 m
- Peso na decolagem: 16 259 kg
- Carga: 1 000 kg